# Hilduino de Saint-Denis
Hilduino de Saint-Denis (770 o 775 - Prüm, 855 o 22 de noviembre de 840) era un aristócrata y religioso de la corte imperial carolingia. Era sobrino de Hildegard von Anglachgau, esposa de Carlomagno, y madre de Ludovico Pío, fue archicapellán de la corte imperial, después abad de Saint-Denis e instructor del primer hijo de Ludovico, Carlos el Calvo. Hilduino fue testigo de la colusión del sistema dinástico con la realidad eclesiástica. El mantenimiento del unitarismo del Imperio bajo el control de la Iglesia impuso una propaganda hagiográfica. Pero paradójicamente, el responsable religioso de la corte se transformó en un hombre político que eligió su campo de acción en función de los conflictos hereditarios. Traductor de las obras al latín de Carlos el Calvo, este hombre culto, político de primer plano y sabio, escribió una singular hagiografía de San Dionisio, Passio Sancti Dionysii, que transformó la visión de este santo patrón de reliquias reales. Además reformó gran parte de la Basílica de Saint-Denis, que se hizo un centro prolífico de hagiografías autorizadas. Es conocido por su compilación de reliquias y su trabajo traduciendo y redactando textos religiosos como Annales regni Francorum (Reichsannalen).
Era hijo de una insigne familia franca (hermano de Vulgrino I de Angoulema), Hilduino estudió en la Academia Palatina de Alcuino de York. En 815, a la muerte de Waldo de Reichenau, empezó a dirigir la Basílica de Saint-Denis cerca de París, a la que fueron afiliándose abades de Saint-Germain-des-Prés, de Saint-Médard en Soissons y de Saint-Ouen. 
Acompañó a Lotario I, hijo también de Ludovico, a la expedición de Roma de 824 y en esta ocasión estuvo relacionado con la controvertida elección del papa Eugenio II y llevó reliquias de San Sebastián a la abadía Saint-Médard. 
Cuando comenzó la guerra entre Ludovico y sus hijos (830), Hilduino apoyó a los príncipes, en particular a Carlos el Calvo, contra su padre Ludovico, lo que le suposo la enemistad de las abadías y el exilio: huyó primero a Paderborn, luego a Corvey, donde estuvo encerrado por orden de Ludovico, aunque en realidad el abad lo recibió con agrado y a cambio Hilduino le ofreció reliquias de Vito de Lucania, que más tarde fueron objeto de culto, en especial en Corvey. 
Antes de 831, Hilduino recuperó el favor de Ludovico y volvió a la dirección de la abadía de Saint-Denis, que reformó.